# Koji Murofushi
Koji Murofushi, född den 8 oktober 1974 i Aichi, är en japansk friidrottare som tävlar i diskuskastning och i första hand släggkastning. 

## Släggkastning
Murofushis första internationella mästerskapsfinal blev Olympiska sommarspelen 2000 i Sydney då han slutade nia med ett kast på 76,60 meter. Vid VM 2001 i Edmonton slutade han på andra plats efter Szymon Ziółkowski med ett kast på 82,92. Året efter vann han guld vid Asiatiska spelen. 
Vid VM 2003 i Paris slutade han åter på prispallen, denna gång blev han bronsmedaljör med ett längsta kast på 80,12. Han deltog vid Olympiska sommarspelen 2004 i Aten, där han vann olympiskt guld med ett kast på hela 82,91. 
Han deltog vid VM 2007 i Osaka där han slutade på en sjätte plats. Han var även i final vid Olympiska sommarspelen 2008 i Peking då han ursprungligen blev femma. Då det visat sig att både silvermedaljören Vadim Devjatovskij och bronsmedaljörer Ivan Tsichan varit dopade blev Koji först utsedd till bronsmedaljör, men efter en protest som gick igenom återfick de sina medaljer.  
Murofushis personliga rekord är på 84,86, vilket för upp honom till femte plats bland världens kastare (juli 07).

## Diskuskastning
Murofushis representerade Asien vid Kontinentalcupen 2002, en tävling som han kom klart sist i med det personliga rekordkastet på 41,93 meter.